# マリボル大学

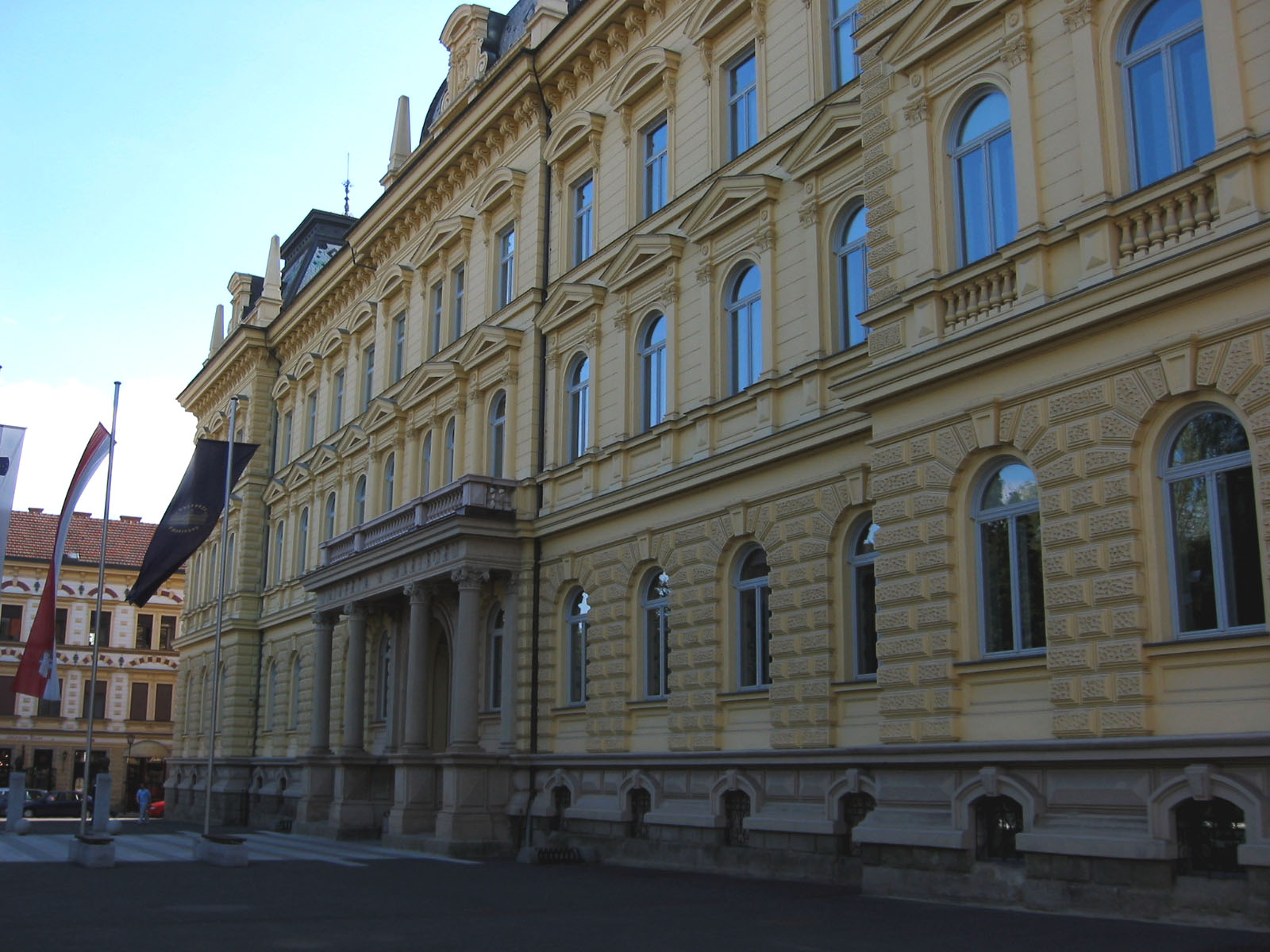
マリボル大学

マリボル大学（マリボルだいがく、スロベニア語: Univerza v Mariboru, 英語: University of Maribor）は、1961年にスロベニアで2番目に設立された大学である。マリボル市に位置している。

## 教育研究組織
マリボル大学は11学部、1専門学校を擁している。
- 電気工学・コンピュータサイエンス学部
- 栄養専門学校
- 農学部
- 化学・化学工学部
- 土木工学部
- 刑事司法学部（リュブリャナに位置する）
- 教育学部
- 法学部
- 機械工学部
- 医学部
- Faculty of Organizational Sciences（クラーニに位置する）
- 経済・ビジネス学部